# شهر مردگان
گورستان یا محوطهٔ تدفینی بزرگ، غالباً در نزدیکی یک شهر باستانی را نکروپولیس یا شَهر مُردِگان می‌گویند. برای نمونه می‌شود به شهر مردگان قاهره اشاره کرد. در زبان فارسی به این‌گونه مکان‌ها، گاه «وادی خاموشان» هم گفته شده است.
در شهرهای مردگان معمولاً آثار فراوان و گورها و یادمان‌های سنگی بزرگ و گاه معبدمانندی دیده می‌شود.